# Fillmore (Utah)

## Storia
Fillmore è stata la prima capitale territoriale dello Utah e prende il nome dal presidente degli Stati Uniti Millard Fillmore, in riconoscimento del suo coraggio nel nominare il primo governatore territoriale di Brigham Young Utah. Il 4 ottobre 1851, la legislatura territoriale dello Utah approvò una risoluzione congiunta che creava la contea di Millard da una porzione della contea di Iron, conosciuta come "Pahvant Valley"; chiamarono il suo capoluogo di contea Fillmore City. Questa risoluzione ha anche trasferito la capitale territoriale nella nuova comunità e ha stanziato 20.000 dollari per tale sforzo. Il 21 ottobre, due compagnie partirono da Salt Lake City per la Pahvant Valley. Brigham Young era a capo di una delegazione di legislatori che effettuavano la scelta del sito della capitale territoriale. L'altra società, sotto la direzione di Anson Call, fu scelta per concludere un accordo. Il 28 ottobre i legislatori territoriali hanno selezionato un luogo situato nei terreni di caccia degli indiani Pahvant, 150 miglia a sud di Salt Lake City.